# Andreas Hinzmann
Andreas Hinzmann (ur. 25 października 1864 w Pierzchałach, zm. 8 marca 1945 w Pogrodziu) – duchowny rzymskokatolicki, proboszcz w Kętrzynie i w Ornecie, współzałożyciel i wieloletni przewodniczący Caritas diecezji warmińskiej (1906–1931), członek katolickiej Partii Centrum, poseł.

## Życiorys

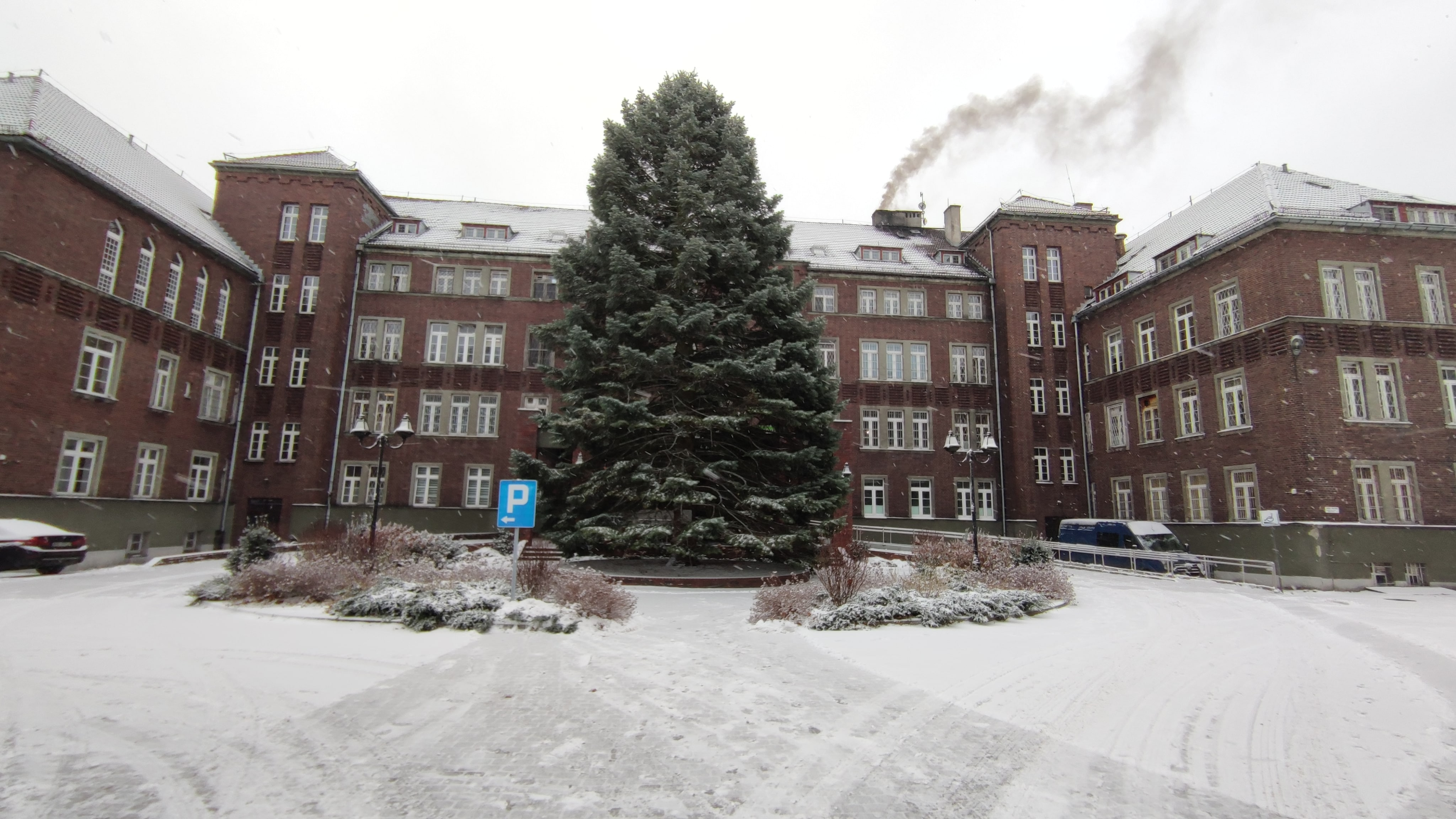
Szpital we Fromborku wybudowany w 1928

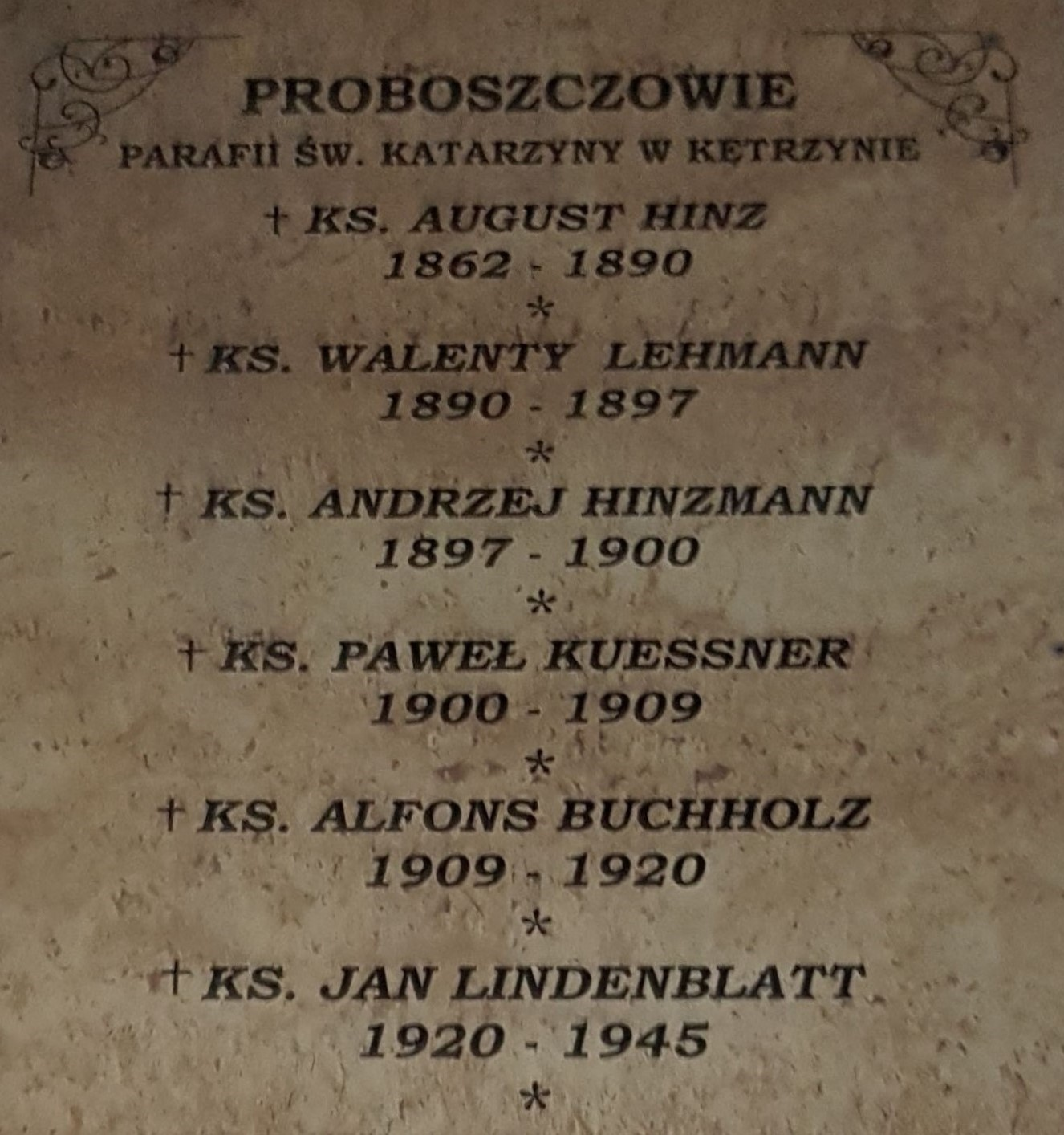
Tabica w kościele św. Katarzyny w Kętrzynie

Andreas Hinzmann urodził się w Pierzchałach koło Braniewa. Ukończył gimnazjum w Braniewie w 1886 roku. W tym samym roku wstąpił do seminarium duchownego w Braniewie. 19 stycznia 1890 otrzymał święcenia kapłańskie w katedrze we Fromborku. Posługę kapłańską jako wikariusz rozpoczął w Lichnowach, następnie w Lidzbarku Warmińskim i w Braniewie. W 1897 został mianowany proboszczem parafii św. Katarzyny w Kętrzynie, tam miał możliwość obserwacji pracy wzorowego ewangelickiego zakładu opiekuńczego Carlshöfer Anstalten w pobliskim Karolewie. Gdy w 1900 został archiprezbiterem w Ornecie, rozpoczął przy pomocy środków Caritasu budowę podobnego sanatorium dla chorych na epilepsję i osób niedorozwiniętych „Wzgórze Andrzeja” (St. Andreasberg) oraz założył prywatną szkołę dla dziewcząt i chłopców. Ośrodki te dysponowały łącznie 500 miejscami. Był honorowym Obywatelem miasta Ornety. 31 maja 1906 na zjeździe w Królewcu został wybrany przewodniczącym Zarządu Diecezjalnego Caritas, którą to funkcję sprawował do 1931 roku. Praca ks. Hinzmanna przyczyniła się do sprawnej i skutecznej działalności Caritas w diecezji – w 1906 liczba członków warmińskiej Caritas wynosiła 785 członków, a wkrótce wzrosła do 1200 osób. Siedziba Caritasu mieściła się w Braniewie w budynku II przy ul. 1. Kirchenstraße (po wojnie ul. Katedralna), który należał do zgromadzenia sióstr katarzynek.
W latach 1915–1918 był posłem katolickiej Niemieckiej Partii Centrum do Pruskiej Izby Reprezentantów (niem. Preußisches Abgeordnetenhaus).
Był inicjatorem wybudowania we Fromborku szpitala dla niepełnosprawnych. W 1918 roku wystąpił w pruskim Landtagu, przedstawiając potrzebę budowy kliniki dla dzieci niepełnosprawnych z urazami ortopedycznymi. 11 lipca 1922 został mianowany kanonikiem katedralnym we Fromborku, a we wrześniu 1928 prałatem papieskim, przy okazji oddania do użytku szpitala ortopedycznego we Fromborku, którego budowy był głównym inicjatorem (współcześnie to szpital psychiatryczny).
3 marca 1945, w ramach ewakuacji cywilnej ludności ze strefy frontowej (Niemcy bronili się jeszcze na Mierzei i między Fromborkiem a Braniewem), został zmuszony przez Rosjan do opuszczenia Fromborka. Wraz z innymi kapłanami i kanonikami został wywieziony zaprzęgiem konnym. W czasie drogi owiany lodowatym wiatrem od Zalewu ciężko chory zatrzymał się w Pogrodziu, gdzie zmarł 8 marca 1945 roku. Został pośpiesznie pochowany przy miejscowym kościele, aby uniknąć pochowania w grobie zbiorowym.
30 kwietnia 1945 został obok jego grobu przy kościele w Pogrodziu pochowany drugi zmarły kanonik warmińskiej kapituły katedralnej – ks. Franz Xaver Sander. Ich szczątki po wojnie usiłował odszukać ks. Leon Kaminski, ażeby przenieść je na cmentarz kapitulny we Fromborku, gdzie byli grzebani do tej pory kanonicy katedralni. Gdy jednak poszukiwania szczątków nie przyniosły rezultatów, w domniemanym miejscu pochówku postawiony został krzyż z Oberammergau, na którym wyryto dane obu kapłanów. Krzyż ten został odnowiony w roku 2023 (na zdjęciu).